# Dia Internacional del Voluntariat
Per mitjà de la Resolució 40/212 de 17 de desembre de 1985 de l'Assemblea General de Nacions Unides, cada 5 de desembre se celebra el Dia Internacional del Voluntariat per a reconèixer el compromís de les persones voluntàries.
El nom complet i precís és "Dia Internacional dels Voluntaris per al Desenvolupament Econòmic i Social", tot i que és una fórmula que ha caigut en desús a nivell pràctic.

## La celebració a Catalunya
La Generalitat de Catalunya sempre n'ha promogut la celebració amb un caràcter festiu i de reconeixement de la important tasca que fan els voluntaris i les voluntàries que actuen organitzadament per mitjà de les associacions i entitats catalanes. Des de la creació del Premi Voluntariat, l'acte de celebració del Dia Internacional del Voluntariat també esdevé el marc de lliurament d'aquest premi en les seves categories, comarcal i nacional.
Des del món associatiu, ha estat la Federació Catalana de Voluntariat Social l'organització que amb major constància ha promogut la celebració d'aquest dia arreu del territori. A banda de moltes altres organitzacions de voluntariat, també alguns ajuntaments han organitzat anualment la celebració, fet que n'ha facilitat la implantació territorial.
El nom original en anglès és International Volunteer Day, però d'ençà que l'Institut Català del Voluntariat n'assumí la celebració a Catalunya, se substituí la paraula Voluntaris per Voluntariat, amb l'objectiu d'introduir la perspectiva de gènere i també per a facilitar la inclusió de manera destacada del fet associatiu dins el sentit de la celebració.
Cal dir que aquesta celebració es fa a la majoria dels països d'arreu del món, ja sigui en un nivell més institucional o des de la societat civil. A nivell internacional, hi ha algunes organitzacions que atorguen una rellevància especial a la celebració, com ara Voluntaris de Nacions Unides.